# Mai 1930

## Événements
- Inauguration du Cabaret Frolics à Montréal avec la vedette américaine Texas Guinan.
- En Syrie mandataire, le haut-commissaire Henri Ponsot décide de promulguer les textes constitutionnels de tous les États syriens, reprenant la Constitution de 1928. Ces dispositions seront appliquées après les prochaines élections.
- En Palestine mandataire, l’exécutif arabe envoie une délégation à Londres qui réclame une évolution constitutionnelle devant mener à l’indépendance et l’élection d’une assemblée par l’ensemble de la population juive et arabe de Palestine. Les Britanniques refusent et proposent l’élection d’un conseil seulement arabe dont les fonctions ne seraient que consultatives.

- 1er et 2 mai, Léna Bernstein bat le record de durée de pilote seul à bord (détenu jusque-là par Charles Lindbergh), en 35 h 45.

- 2 mai, France : loi du 2 mai 1930 modifiée ayant pour objet de réorganiser la protection des monuments naturels et des sites de caractère artistique, historique, scientifique, légendaire ou pittoresque.

- 3 mai (Belgique) : inauguration de l'Exposition internationale de Liège à l'occasion du centenaire de l'indépendance. Elle est consacrée aux sciences, à l'industrie et à l'Art Wallon Ancien.

- 4 mai : Targa Florio.

- 5 mai : l’arrestation de Gandhi par les autorités provoque une vague d’émeutes dans le pays.

- 5 au 24 mai : l'aviatrice britannique Amy Johnson réalise un raid de 17 700 kilomètres de Croydon à Darwin avec son Havilland Gipsy Moth "Jason". Elle devient ainsi la 1re femme à avoir volé en solitaire de Grande-Bretagne en Australie[1].

- 6 mai : premier vol du Boeing model 200 Monomail.

- 12 - 13 mai (aviation) : première liaison postale transatlantique sans escale effectuée le pilote Jean Mermoz, le navigateur Jean Dabry et le radiotélégraphiste Léopold Gimié, entre Saint-Louis-du-Sénégal jusqu'à Natal au Brésil. Les 3 200 kilomètres de la traversée l'Atlantique Sud sont parcourus en 21 heures à bord d'un Latécoère 28 baptisé « Comte de-La-Vaux ». À la suite de ce vol, l'Aéropostale établit de manière définitive une liaison aérienne régulière entre Toulouse et Santiago du Chili.

- 15 mai : première prestation professionnelle d'une hôtesse de l'air dans l'histoire de l'aviation. Ellen Church, accueillit à l'aéroport d'Oakland (Californie), 11 passagers à bord d'un Boeing 80 A, un trimoteur de la United Airlines. Elle était aussi pilote et infirmière.

- 24 mai : à Montréal, inauguration du pont du Havre rebaptisé pont Jacques-Cartier en 1934.

- 28 au 30 mai : un équipage italien (Maddalena et Cecconi) bat le record de durée de vol : 67 heures et 13 minutes, sur un «Savoia-Fiat».

- 30 mai : 500 miles d'Indianapolis

## Naissances
- 1er mai : Richard Riordan, politicien américain († 19 avril 2023).
- 2 mai : Mohammad Madjlessi, poète, écrivain et traducteur iranien († 3 janvier 2021).
- 4 mai : Jacques Valade, personnalité politique française († 3 octobre 2023).
- 5 mai : Michael James Adams, astronaute de l'USAF († 15 novembre 1967).
- 8 mai : Edgar Fruitier, homme de théâtre et mélomane québécois, canadien.
- 10 mai : George E. Smith, Scientifique américain († 28 mai 2025).
- 11 mai : Edsger Dijkstra, mathématicien et informaticien néerlandais.
- 13 mai : José Jiménez Lozano, écrivain espagnol († 9 mars 2020).
- 15 mai : Jasper Johns, peintre américain.
- 18 mai : 
  - Don L. Lind, astronaute américain.
  - Coby Timp, actrice néerlandaise.
- 20 mai : René Séjourné, évêque catholique français, évêque émérite de Saint-Flour.
- 22 mai : Harvey Milk, premier homme politique 'ouvertement' homosexuel ayant eu un poste aux États-Unis ; mais qui fut assassiné († 27 novembre 1978).
- 24 mai : Robert Bateman, peintre animalier.
- 27 mai : John Barth, écrivain américain († 2 avril 2024).
- 31 mai : Clint Eastwood, acteur, producteur et réalisateur américain.

## Décès
- 22 mai : Jean Francis Auburtin, décorateur français (° 2 décembre 1866).
- 28 mai : Louis-Joseph Luçon, cardinal français, archevêque de Reims (° 28 octobre 1842).
- 12 mai : Paul Panda Farnana M’Fumu activiste congolais